# Tell Me I'm Not Dreamin' (Too Good to Be True)
«Tell Me I'm Not Dreamin' (Too Good to Be True)» es una canción interpretada por el cantautor estadounidense Jermaine Jackson. Fue publicada el 14 de abril de 1984 como la tercera canción de su décimo álbum de estudio, Dynamite.

## Antecedentes
«Tell Me I'm Not Dreamin' (Too Good to Be True)» fue escrita por Michael Omartian, Bruce Sudano y Jay Gruska como la tercera canción de su décimo álbum de estudio, Dynamite (1984). La canción presenta al hermano menor de Jermaine, Michael Jackson, como segunda voz. En su libro de 1993, Michael Jackson: The King of Pop's Darkest Hour, la autora Lisa D. Campbell afirma que “aunque nunca se lanzó oficialmente como sencillo debido a las dificultades legales entre el sello de Michael, Epic, y el sello de Jermaine, Arista, la canción recibió mucha difusión en la radio”. Más tarde, la canción fue publicada en octubre de 1984 como el lado B del segundo sencillo del álbum, «Do What You Do».

## Galardones
| Año  | Premio         | Categoría                                                | Resultado | Ref.  |
| ---- | -------------- | -------------------------------------------------------- | --------- | ----- |
| 1984 | Premios Grammy | Mejor interpretación de R&B por un dúo o grupo con vocal | Nominado  | [ 3 ] |

## Créditos y personal
Créditos adaptados desde las notas de álbum de Dynamite.
Músicos
- Nathan East – bajo eléctrico
- John Robinson – batería
- Michael Omartian – teclados, percusión
- Ray Parker, Jr. – guitarra
- Jermaine Jackson – voz principal y coros, percusión
- Michael Jackson – segunda voz

Personal técnico
- Michael Omartian – productor, arreglos
- Bill Bottrell – mezclas

## Posicionamiento

### Gráfica semanal
| Gráfica (1984)                              | Pico de posición |
| ------------------------------------------- | ---------------- |
| Estados Unidos (Billboard Dance Club Songs) | 1                |

### Gráfica de fin de año
| Gráfica (1984)                              | Pico de posición |
| ------------------------------------------- | ---------------- |
| Estados Unidos (Billboard Dance Club Songs) | 23               |

## Otras versiones
- En 1988, Robert Palmer hizo una versión de la canción en su álbum Heavy Nova.[7] Fue publicada como sencillo promocional en julio de 1989,[8] y alcanzó el puesto #60 en el Billboard Hot 100.[9]